# Ковалевский, Николай Николаевич (эсер)
Никола́й Никола́евич Ковале́вский (3 сентября 1892, Черниговская губерния — 18 августа 1957, Инсбрук) — украинский политический деятель, кооператор и публицист, поэт, член Всероссийского учредительного собрания. Министр земледелия УНР. В эмиграции — один из редакторов «Енциклопедії українознавства».

## Биография
Родился на хуторе Ивановка Сосницкого уезда Черниговской губернии в дворянской семье. Учился в Черниговской гимназии. В 1912 окончил гимназию в Радоме в Польше. Учился на историко-филологическом факультете Московского университета, экономическом отделении Киевского коммерческого института, но их не окончил. Активист украинских студенческих обществ.
В 1914 вошёл в Киевский комитет Украинской партии социалистов-революционеров (УПСР), соавтор проекта партийной программы, участвовал в подготовке демонстрации протеста против запрета царизмом празднования 100-летия со дня рождения Тараса Шевченко. В феврале 1914 арестован, содержался в Лукьяновской тюрьме, освобождён за недостатком улик. С конца 1914 работал в кооперации на Полтавщине. В 1916 году принят в Полтавское отделение Товарищества украинских прогрессистов, одновременно работал в Киевском центре украинских эсеров. 17—18 (4—5) апрель 1917 года — деятельный участник учредительного съезда УПСР, с июля — председатель УПСР. Избран во Всероссийское учредительное собрание в Полтаском избирательном округе по списку № 8 (украинские социалисты-революционеры и Селянская спилка), одновременно был избран также от Киевского округа, Румынского и Юго-Западного фронтов.
Во время работы Всеукраинского национального конгресса 1917 избран членом Украинской Центральной Рады от Полтавской губернии и членом Малого совета. В мае 1917 участвовал в переговорах делегации Украинской Центральной Рады с Временным правительством в Петрограде. 10—16 июня 1917 принимал активное участие в проведении Первого Всеукраинского крестьянского съезда, где был избран в ЦК вновь Украинского крестьянского союза. Возглавлял редколлегию газеты «Народная воля» — совместного органа украинского крестьянского союза и УПСР. В ноябре 1917 входил в состав Краевого Комитета по охране революции на Украине. В ноябре 1917 — апреле 1918 — генеральный секретарь продовольствия и министр продовольствия Украинской Народной Республики. В январе 1919 — депутат Трудового конгресса Украины. При Директории УНР — министр земледелия в правительствах С. Остапенко, Б. Мартоса, И. Мазепы.
С 1920 — в эмиграции. Сначала жил в Вене, возглавлял одну из групп УПСР. С 1927 года жил в Варшаве, сотрудничал с украинскими и польскими журналами: «Літературно-науковий вістник» (Литературно-научный вестник, Львов), варшавскими — «Biuletyń Polsko — Ukraiński», «Sprawy Narodowościowe» (6 номеров в год), «Wschód» (4 номера в год) и другими. Был директором телеграфного агентства «Agencji Telegraficznej Express»; сотрудничал с Институтом исследования национальных дел в Варшаве. В годы Второй мировой войны — в Румынии, был соредактором журнала «Наша жизнь» (Бухарест; 1940—1942). После Второй мировой войны время жил в Австрии, с 1950 года — редактор агентства «Express — Pressedienst» (Инсбрук), председатель Украинского комитета в Австрии; участвовал в подготовке «Энциклопедии украиноведения», сотрудничал с Институтом по изучению СССР в Мюнхене (Германия). Автор мемуаров.

## Произведения
- Україна під червоним ярмом. Варшава—Львів, 1937;
- Polityka narodowościowa na Ukrainie Sowieckiej: Zarys ewolucji stosunków w latach 1917—1937. Warszawa, 1938;
- Опозиційні рухи в Україні і національна політика СССР (1920—1954). Мюнхен, 1955;
- При джерелах боротьби: Спомини, враження, рефлексії. Інсбрук, 1960.

## Память
2 сентября 2020 во время празднования дня города в Соснице Черниговской области был торжественно открыт памятный знак в честь уроженца Сосницкого уезда — Николая Ковалевского.